# ديكلان روث
ديكلان روث (بالإنجليزية: Declan Ruth)‏ هو لاعب قذف أيرلندي، ولد في 30 أبريل 1976 في إنيسكورثي ‏ في جمهورية أيرلندا.